# Mad City
Mad City is een Amerikaanse thriller uit 1997 onder regie van Costa-Gavras.

## Verhaal
Wanneer Sam wordt ontslagen bij het museum, gijzelt hij ten einde raad de aanwezige bezoekers zijn 1000.000.000 Onder de gijzelaars bevinden zich onder meer een televisiejournalist en een groep schoolkinderen. De journalist ziet het voorval als de uitgelezen kans om zijn carrière uit het slop te halen. Op die manier creëert hij een mediastorm.

## Rolverdeling
| Acteur           | Personage       |
| ---------------- | --------------- |
| John Travolta    | Sam             |
| Dustin Hoffman   | Brackett        |
| Mia Kirshner     | Laurie          |
| Alan Alda        | Kevin Hollander |
| Robert Prosky    | Lou Potts       |
| Blythe Danner    | Mevrouw Banks   |
| William Atherton | Dohlen          |
| Ted Levine       | Lemke           |
| Tammy Lauren     | Juffrouw Rose   |
| William O'Leary  | Kaderlid        |
| Raymond J. Barry | Dobbins         |
| Lucinda Jenney   | Jenny           |
| Akosua Busia     | Diane           |
| Ebbe Roe Smith   | Bartholomew     |
| Bingwa           | Nat Jackson     |